# Сантуарио ди Пјетралба
Сантуарио ди Пјетралба је насеље у Италији у округу Болцано, региону Трентино-Јужни Тирол.
Према процени из 2011. у насељу је живело 14 становника. Насеље се налази на надморској висини од 1521 м.